# Otilia Castellví
Otilia Castellví (Gijón, 24 de noviembre de 1917-Canet de Mar, 12 de mayo de 2001) fue una modista, política y escritora española, militante del Partido Obrero de Unificación Marxista (POUM) comprometida con la Segunda República Española y exiliada tras la guerra civil.

## Biografía
Otilia nació en Gijón, en Asturias, en una familia obrera de trayectoria política catalanista. A los 17 años asistía habitualmente a conferencias en los locales del Bloque Obrero y Campesino (BOC). Participó en la revolución de octubre del 1934 en Barcelona y en la creación del POUM al año siguiente, saliendo además a manifestarse a la calle en el golpe de Estado de julio de 1936 en Barcelona, ya como a militante del partido.
Frecuentó las compañías de Andreu Nin, Joaquín Maurín y de otros dirigentes del partido, siendo aprisionada desde mayo del 1937 tras el ataque de los estalinistas en contra del POUM. En la checa conoció a la militante comunista heterodoxa austríaca Katja Landau, y comenzaron juntas una huelga de hambre. Con la entrada de las tropas franquistas en Barcelona todas fueron puestas en libertad y pasaron a la clandestinidad..
Logró escapar y atravesar la frontera francesa con el grupo de ayuda a los republicanos de los Pirineos, pero fue detenida en Perpiñán y llevada al campo de concentración de Argelès-sur-Mer. Al lograr salir del campo ya junto a su compañero Linus Moulines, fueron a residir a la Alemania nazi, dónde logró sobrevivir gracias a su oficio de modista. Escaparon a América y se establecieron en Caracas.

## Memorias
Al fin de su vida volvió a Cataluña, donde redactó y publicó sus memorias en 1997, pocos años antes de morir. Fueron editadas de nuevo con el nombre De les txeques de Barcelona a l'Alemanya nazi y constituyen un documento muy valioso sobre los años previos a la guerra civil española y a la escalada del conflicto y la posterior salida del país de miles de hombres y mujeres republicanos, que huían de la represión del franquismo. Ha sido traducido y publicado también en español.

## Reconocimientos
- En el año 2006, la ciudad de Barcelona le dedicó una calle en el distrito de Gracia, donde había vivido.[4]